# 土居通憲
土居 通憲（どい みちのり、1873年9月13日 - 1943年1月12日）は、日本の政治家。衆議院議員（2期）。

## 経歴
岡山県出身。慶應義塾で学ぶ。苫田郡議、同参事会員、同議長、土居銀行、作美銀行、中国鉄道、中国水力電気、中央物産各(株)取締役、美作製紙、日本柳織各(株)社長、苫田郡農会長、岡山県花莚同業組合長となる。
1922年の岡山8区の再選挙で立憲国民党公認で立候補して当選する。続く1924年の第15回衆議院議員総選挙では革新倶楽部公認で立候補して再選した。のち、立憲政友会に移り、衆議院議員を2期務めた。1926年に衆議院議員を辞職した。1943年死去。